# Australian Security Intelligence Organisation
L'Australian Security Intelligence Organisation (ASIO) è l'agenzia di sicurezza interna e di intelligence dell'Australia, responsabile della difesa del paese e dei suoi cittadini dallo spionaggio, sabotaggio, violenze politiche, terrorismo e atti di ingerenza straniera. Ha sede nella capitale australiana, Canberra, con uffici locali in ogni territorio del paese.
L'ASIO è paragonabile al United Kingdom Security Service (MI5). Come per gli ufficiali dell'MI5, quelli dell'ASIO non hanno poteri di polizia e non sono armati.

## Il comando, il controllo e l'organizzazione

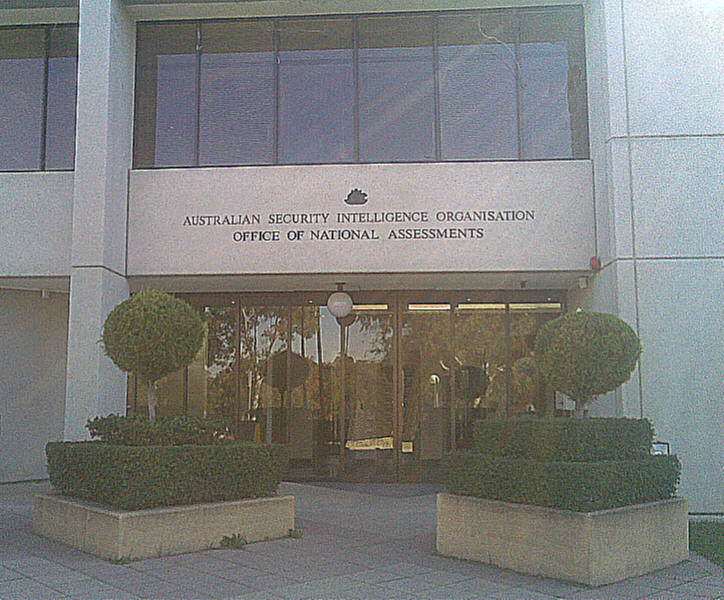
La sede dell'ASIO a Canberra.

L'ASIO è un organo statutario diretto dalla'Australian Security Intelligence Organisation Act del 1979 ed è responsabile del Parlamento australiano tramite il procuratore generale. L'Organizzazione fa riferimento anche al Comitato parlamentare misto di intelligence e di sicurezza, ed è soggetto a revisione indipendente dall'ispettore generale di intelligence e di sicurezza. Il capo della ASIO è il direttore generale di sicurezza, che sovrintende la gestione strategica dell'ASIO attraverso linee guida rilasciate dal procuratore generale. L'attuale direttore generale è David Irvine, che ha assunto la carica nel marzo 2009.
Oggi l'ASIO conta nel suo staff più di 1300 persone. Questo numero è destinato a crescere a circa 1860 persone entro il 2011.
Le identità degli ufficiali dell'ASIO, ad eccezione del direttore generale, restano segrete.
L'ASIO ha recentemente subito un periodo di rapida crescita, con un aumento del 70% dei funzionari nel 2002, portando ad un experience gap, così come lo ha definito Paul O'Sullivan, direttore generale della sicurezza dal 2005 al 2009.

## Poteri e responsabilità

### Speciali poteri investigativi
I poteri investigativi speciali dei funzionari ASIO sotto mandato del procuratore generale comprendono:
- l'intercettazione delle telecomunicazioni;
- il controllo degli articoli postali;
- uso di dispositivi clandestini di sorveglianza e di monitoraggio;
- l'accesso remoto ai computer;

Un ufficiale ASIO può inoltre chiedere a operatori di navi o aeromobili informazioni riguardo agli stessi mezzi, il carico trasportato, l'equipaggio, i passeggeri e la traversata, il tutto anche autonomamente, senza alcun mandato.

### Speciali poteri investigativi contro il terrorismo
Durante le indagini contro il terrorismo, il direttore generale può richiedere un mandato ad un'autorità giudiziaria per consentire:
- l'interrogatorio degli indagati;
- la detenzione di sospetti da parte della Polizia Federale Australiana, e la loro successiva interrogatori da ASIO ufficiali;
- la confisca dei passaporti;
- impedire agli indagati di lasciare l'Australia.

Il direttore generale non ha il potere di emettere un mandato indipendente in relazione alle indagini contro il terrorismo.

### Responsabilità
A causa della natura segreta dell'agenzia, l'ASIO non fornisce dettagli relativi alla sua attività e la legislazione australiana garantisce la non divulgazione dell'identità dei dipendenti ASIO.
L'Ufficio dell'ispettore generale di intelligence e di sicurezza è stato istituito nel 1986 per fornire un'ulteriore supervisione in materia di sicurezza in Australia. L'ispettore generale ha accesso completo a tutte le segnalazioni ASIO e dispone di una serie di poteri inquisitori.

## Relazioni con le agenzie estere
Le agenzie australiane di intelligence e di sicurezza mantengono stretti rapporti di lavoro con l'estero e con le agenzie di intelligence degli altri paesi. Al 22 ottobre 2008, l'ASIO ha stabilito rapporti di collaborazione con 311 autorità in 120 paesi in tutto il mondo.